# Strada nazionale 4 Adriatica Superiore
La strada nazionale 4 Adriatica Superiore era una strada nazionale del Regno d'Italia, che congiungeva Pola a Porto d'Ascoli, seguendo a grandi linee la costa del mare Adriatico.
Venne istituita nel 1923 con il seguente percorso: "Pola - Pisino - Buja - Capo d'Istria - Trieste - Monfalcone - Cervignano - Portogruaro - Motta di Livenza - Treviso - Mestre - Padova - Monselice - Rovigo - Ferrara - Alfonsine - Ravenna - Rimini - Fano - Ancona - Porto d'Ascoli, con diramazione per Parenzo attraverso Visignano (Penisola d'Istria).".
Nel 1928, in seguito all'istituzione dell'Azienda Autonoma Statale della Strada (AASS) e alla contemporanea ridefinizione della rete stradale nazionale, il suo tracciato venne a costituire l'intera strada statale 15 Via Flavia (da Pola a Trieste), parte della strada statale 14 della Venezia Giulia (da Trieste a Portogruaro), della strada statale 53 Postumia (da Portogruaro a Treviso), della strada statale 13 Pontebbana (da Treviso a Mestre), della strada statale 11 Padana Superiore (da Mestre a Padova) e della strada statale 16 Adriatica (da Padova a Porto d'Ascoli); la diramazione venne invece a costituire per intero la strada statale 15 bis Via Flavia.